# Уайнрайт, Адам
Адам Пэрриш Уайнрайт (англ. Adam Parrish Wainwright; родился 30 августа 1981 года в городе Брансуик, Джорджия) — американский бейсболист, всю свою профессиональную карьеру выступавший за клуб главной лиги бейсбола «Сент-Луис Кардиналс». Играл на позиции стартового питчера.

## Карьера
Был выбран в первом раунде драфта 2000 года «Атлантой Брэйвз». В декабре 2003 года вместе с Рэем Кингом и Джейсоном Маркисом был обменян в «Сент-Луис Кардиналс», в обратном направлении отправились Дж. Д.Дрю и Эли Марреро. После двух сезонов с командах системы «Кардиналов», был вызван в МЛБ, где дебютировал 11 сентября 2005 года.
Сезон 2006 года начал реливером, выходя в первой очереди. 24 мая 2006 года сделал хоум-ран в первом своём выходе на биту с подачи питчера «Гигантов» Ноа Лоури.
Из-за травмы клоузера Джейсона Изгригхаузена, стал закрывать матчи. В качестве клоузера он провёл и постсезон 2006 года, в котором «Кардиналс» выиграли Мировую Серию. Он кинул последний мяч того сезона, который принёс «Сент-Луису» долгожданный титул.
В 2007 году Адам был переведён из буллпена в стартовую ротацию. После тяжёлой травмы Криса Карпентера Уайнрайт стал самым надёжным питчером «Кардиналов». 10 августа совершил свою первую полную игру, против «Ангелов», которая завершилась поражением 1-2. Сезон был успешным, победы-поражения были равны соответственно 14-12, а ERA составляло 3,70.
В марте 2008 года Адам подписал четырёхлетний контракт с «Кардиналами» на 21 млн. долларов, с возможностью продления до 2013 года, что расширяло бы его до 36 млн. В июне сломал палец и пропустил два месяца, однако всё равно вс итоге добился замечательных показателей — 3,20 ERA и 11-3 победы-поражения.
Сезоны 2009 и 2010 были просто великолепны. Победы-поражения: в 2009 — 19-8, в 2010 — 20-11; ERA: в 2009 — 2,63, в 2010 — 2,42. В 2009 году был претендентом на Сай Янг Трофи, вместе с Крисом Карпентером и Тимом Линсекамом. За него отдали первых мест больше, чем за остальных, но он всё равно проиграл Линсикаму. Это случилось всего второй раз, первым игроком, попавшим в такую ситуацию, был Тревор Хоффман. Также в 2009 году он получил Голден Глоув Эворд.
В 2010 году, став вторым по показателям побед и поражений и ERA в лиге, стал вторым и в борьбе за приз Сая Янга. В том сезоне Адам также провёл пять полных игр, из которых было два шатаута. Первый свой шатаут в карьере он совершил 4 июня против «Брюэрс».
24 февраля 2011 года, «Кардиналс» объявили о том, что предстоящий сезон будет вынужден пропустить из-за операции на локте и последующего восстановления. Операцию выполнял Джордж Палетта, врач «Кардиналов». До этого точно такие же операции были проведены одноклубникам Уайнрайта, также стартовым питчерам Крису Карпентеру и Хайме Гарсии.
В 2012 году Адам вернулся в состав. Сначала неудачно, проиграв три первых игры и имея ERA 7,32. Однако уже 22 мая он провёл свой очередной шатаут в поединке против «Падрес».

## Стиль подач
Адам синкерболлер, он использует эту подачу в 50 % бросков. Также он выполняет неплохие каттеры и кёрвболы. Может использовать ченджапы для леворуких бэттеров. Кёрв обычно применяется при двух страйках.

## Личная жизнь
Женат. Супруга Дженни. Имеет двух дочерей — Бэйли Грэйс (род. 10 сентября 2006 года) и Морган Эддисон (род. 22 октября 2008 года). В скором времени ожидается рождение третьей дочери.